# St. Alban (Schönberg)

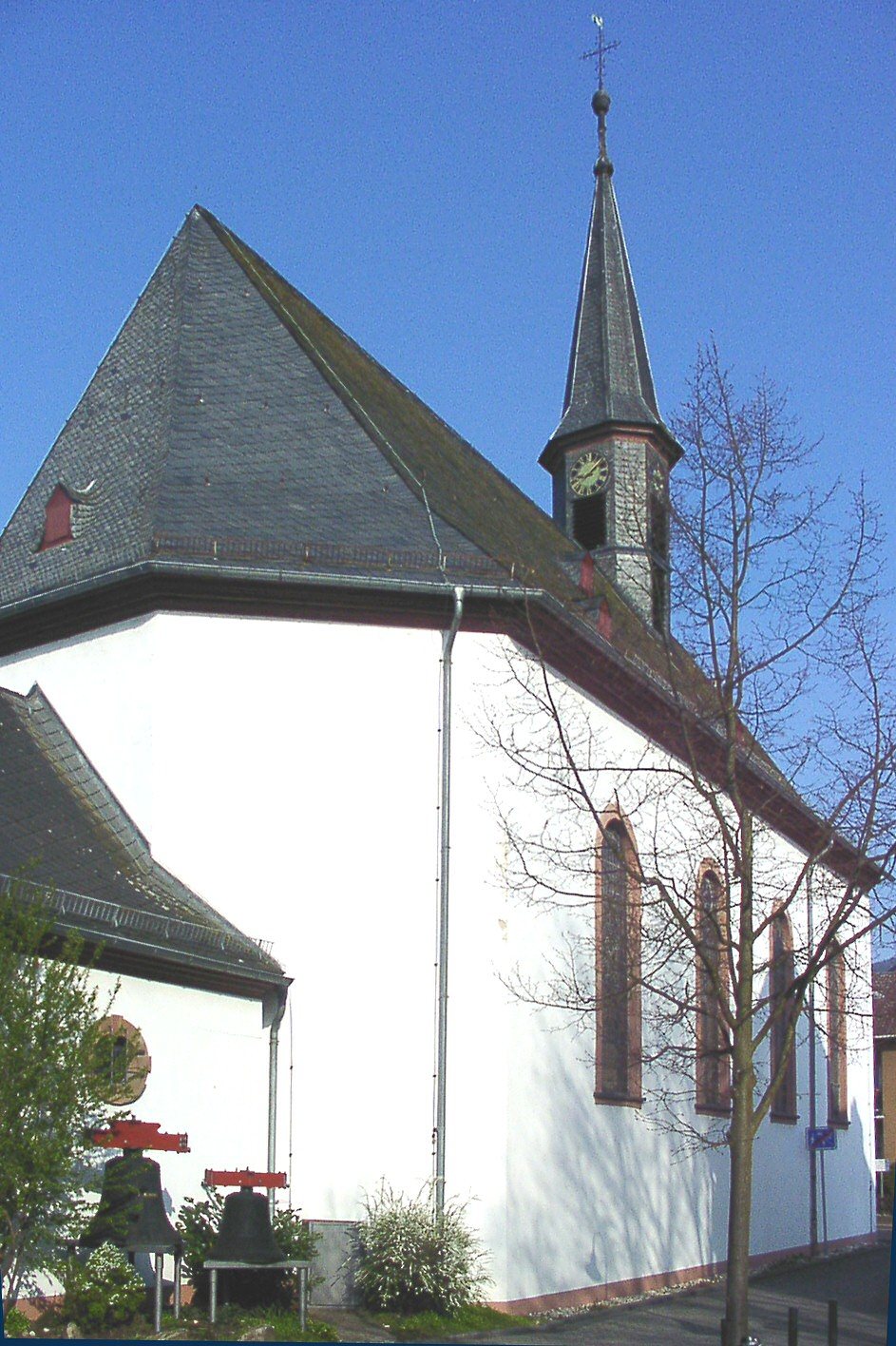
St. Alban (Schönberg)

Die römisch-katholische, denkmalgeschützte Kirche St. Alban steht in Schönberg, einem Ortsteil der Gemeinde Kronberg im Taunus im Hochtaunuskreis in Hessen. Die Kirche gehört zur Pfarrei Maria Himmelfahrt im Taunus im Bistum Limburg.

## Beschreibung
Die barocke Saalkirche wurde 1763 bis 1766 auf den Grundmauern des baufälligen Vorgängerbaus nach einem Entwurf von Hans Jakob Keyl errichtet. Sie hat außen einen dreiseitigen, innen einen halbrunden Schluss des Chors. Aus dem Satteldach der Kirchenschiffs erhebt sich ein achteckiger, mit einem spitzen Helm bedeckter Dachreiter, der die Turmuhr und den Glockenstuhl beherbergt, in dem seit 1896 drei Kirchenglocken hingen, von denen die beiden größten im Ersten Weltkrieg abgeliefert werden mussten. 
Das Spiegelgewölbe ist mit Stuck verziert. Aus dem Besitz von Kaiserin Friedrich erhielt die Kirche den Maria geweihten Altar von 1677, der früher in der Kapelle von Schloss Friedrichshof stand. Die bauzeitliche Kirchenausstattung stammt von Jakob Josef Schneider. Den Hochaltar umschließen vier Säulen, die einen halbkreisförmigen Architrav tragen. 1910 wurde eine Pietà aus Lindenholz aus dem 17. Jahrhundert erworben. 1908 wurden 14 Kreuzwegstationen angefertigt. 
Die Orgel mit vier Registern und zwei Manualen wurde 1965 von Johannes Klais Orgelbau errichtet.